# Jules de Laminne
Ridder Jules de Laminne (Luik,  7 februari 1876  - 28 september 1957) was een Belgische luchtvaartpionier en telg uit het Belgisch adellijke geslacht de Laminne.

## Levensloop
Ridder Jules de Laminne volgde het Saint-Servaiscollege te Luik. Nadien studeerde hij rechten aan de lokale universiteit, waar hij het diploma van doctor in de rechten behaalde. Hij werkte nooit aan de rechtbank maar startte een functie in een zinkverwerkend bedrijf.
In 1909 trok hij naar de vliegschool van Henri Farman in het Franse Mourmelon-le-Grand waar hij kennis maakte met het besturen van vliegtuigen. Na een vlucht met Henri Farman bestelde hij er een Farman-toestel en kreeg er zoals gebruikelijk een volledige vliegcursus bij. Het bestelde vliegtuig werd eind april 1910 geleverd.
Op 9 mei 1910 behaalde hij het 9de Belgische vliegbrevet. Te Kiewit nodigde hij oorlogsminister Hellebaut uit om samen te vliegen. Vermoedelijk als een direct gevolg mocht hij er iets later de officiële Belgische militaire vliegschool installeren. Later komt hij er ook in contact met internationale notabelen waaronder het Bulgaarse staathoofd Ferdinand van Saksen-Coburg-Gotha-Koháry.
Hij was in 1937 de oprichter, beheerder en ondervoorzitter van de vereniging Vieilles Tiges van de Belgische Luchtvaart. Hij was auteur van Le Printemps de l’ Aviation Belge.
Jules de Laminne vond zijn laatste rustplaats op de Luikse begraafplaats van Saint-Gilles.